# Knedlington
Knedlington är en by i civil parish Asselby, i distriktet East Riding of Yorkshire, i grevskapet East Riding of Yorkshire, i England. Byn är belägen 5 km från Goole. Knedlington var en civil parish 1866–1935 när blev den en del av Asselby, Howden, Eastrington och Kilpin. Civil parish hade 86 invånare år 1931. Byn nämndes i Domedagsboken (Domesday Book) år 1086, och kallades då Cledinton.